# Filippo Ciampanelli
Mons. Filippo Ciampanelli (* 30. července 1978, Novara) je italský římskokatolický duchovní, biskup a podsekretář Dikasteria pro východní církve.

## Život
Narodil se 30. července 1978 v Novaře.
Po absolvování kněžského semináře v rodném městě byl 21. července 2003 byl biskupem Renatem Cortim vysvěcen na kněze. Následně odešel studovat na Papežskou univerzitu Gregoriana, kde získal doktorát z teologie. Absolvoval též studium na Papežské církevní akademii.
Dne 1. července 2009 vstoupil do diplomatických služeb Svatého stolce. Působil jako sekretář na nunciaturách v Gruzii, Arménii, Ázerbájdžánu a Bělorusku. Od roku 2015 sloužil ve Státním sekretariátu v sekci pro všeobecné záležitosti. Dne 15. dubna 2024 jej papež František jmenoval podsekretářem Dikasteria pro východní církve a 12. června 2025 titulárním biskupem z Acque v Mauretanii. Biskupské svěcení přijal 19. února 2025 z rukou kardinála Claudia Gugerottiho a spolusvětiteli byli arcibiskup Edgar Peña Parra a biskup Franco Giulio Brambilla.